# Kala Ka Anubhav
Kala Ka Anubhav is sinds 2015 een jaarlijks meerdaagse kunsttentoonstelling in Paramaribo, Suriname.
Er wordt kunst getoond van Hindoestaanse kunstenaars. In de dagen vanaf 4 juni 2015 werd de tentoonstelling voor het eerst georganiseerd tijdens de viering van 142 jaar Hindoestaanse immigratie en had dat jaar het thema de Indiase Diaspora, Suriname. De tentoonstelling werd het jaar erna herhaald en van 4 tot 6 juni 2022 volgde de vijfde editie in de zaal van Hindi Parishad.